# Stuart Denman
Stuart Denman (* 1. September 1974 in Shoreham-by-Sea, Vereinigtes Königreich) ist ein ehemaliger australischer Eishockeytorwart, der seine gesamte Karriere bei Melbourne Ice in der Australian Ice Hockey League verbrachte.

## Karriere
Stuart Denman spielte seine gesamte Karriere als Eishockeyspieler bei Melbourne Ice in der Australian Ice Hockey League. Mit seinem Team gewann er 2010, 2011 und 2012 den Goodall Cup, die australische Meisterschaft. Als Meister der Hauptrunde gewann er mit Melbourne Ice zudem 2006 den V.I.P. Cup sowie 2011 die Nachfolgetrophäe H Newman Read Trophy. Nach dem dritten Erfolg im Goodall Cup beendete er 2012 seine Karriere.

### International
Mit der australischen Mannschaft nahm Denman an den Weltmeisterschaften der Division I der 2009 und der Division II 2005, 2006, 2007, 2008 und 2011 teil, wobei er 2011 jedoch nicht eingesetzt wurde. 2005 reichte er die beste Fangquote und den geringsten Gegentorschnitt des Turniers.

## Erfolge und Auszeichnungen
- 2005 Beste Fangquote und geringster Gegentorschnitt bei der Weltmeisterschaft der Division II, Gruppe A
- 2006 Gewinn des V.I.P. Cups mit Melbourne Ice
- 2008 Aufstieg in die Division I bei der Weltmeisterschaft der Division II, Gruppe B
- 2010 Gewinn des Goodall Cups mit Melbourne Ice
- 2011 Aufstieg in die Division I bei der Weltmeisterschaft der Division II, Gruppe B
- 2011 Gewinn des Goodall Cups mit Melbourne Ice
- 2011 Gewinn der H Newman Read Trophy mit den Melbourne Ice
- 2012 Gewinn des Goodall Cups mit Melbourne Ice